# Myrskattjärnen
Myrskattjärnen är en sjö i Strömsunds kommun i Jämtland och ingår i Ångermanälvens huvudavrinningsområde. Sjön har en area på 0,0811 kvadratkilometer och ligger 627 meter över havet.

## Delavrinningsområde
Myrskattjärnen ingår i det delavrinningsområde (718149-141956) som SMHI kallar för Mynnar i Stor-Blåsjön. Medelhöjden är 617 meter över havet och ytan är 12,14 kvadratkilometer. Det finns inga avrinningsområden uppströms utan avrinningsområdet är högsta punkten. Vattendraget som avvattnar avrinningsområdet har biflödesordning 3, vilket innebär att vattnet flödar genom totalt 3 vattendrag innan det når havet efter 343 kilometer. Avrinningsområdet består mestadels av skog (88 procent). Avrinningsområdet har 0,72 kvadratkilometer vattenytor vilket ger det en sjöprocent på 5,9 procent.